# Neominois ashtaroth
Neominois ashtaroth är en fjärilsart som beskrevs av John Kern Strecker 1872. Neominois ashtaroth ingår i släktet Neominois och familjen praktfjärilar. Inga underarter finns listade i Catalogue of Life.